# Santa Catarina kommun, Guanajuato
Santa Catarina är en kommun i Mexiko.   Den ligger i delstaten Guanajuato, i den centrala delen av landet, 210 km nordväst om huvudstaden Mexico City. Antalet invånare är 5 120. Arean är 195 kvadratkilometer.
Terrängen i Santa Catarina är kuperad åt sydväst, men åt nordost är den bergig.
Följande samhällen finns i Santa Catarina:
- El Tablón
- Paredes
- Ortega
- El Nogal
- Los Juan Diegos
- Santa Cruz
- Llano Blanco
- Corral Falso
- Peña Colorada
- Agua Buena
- La Rusia